# Sven Bergqvist
Sven Bergqvist (Estocolmo, 20 de agosto de 1914 - 16 de dezembro de 1996) foi um futebolista e jogador de hóquei no gelo e bandy sueco. Ele competiu na Copa do Mundo FIFA de 1938, sediada na França, na qual a seleção de seu país terminou na quarta colocação.